# Josep Armengou i Feliu
Josep Armengou i Feliu   (Berga, 18 d'octubre de 1910 - Berga, 21 de gener de 1976) fou un escriptor, músic i eclesiàstic català.

## Biografia
Després de cursar els ensenyaments bàsics, es va dedicar a la música que era el que més li agradava. La seva família tenia un obrador de sastreria i ell combinava aquesta feina amb la de músic.
Deixeble de mossèn Marià Miró el 1931 va entrar al seminari de Solsona. Quan va esclatar la Guerra Civil Espanyola, el 1936 va passar la frontera per por de represàlies. El 1942 va guanyar les oposicions d'organista del claustre de Solsona. S'hi estigué fins al 1949, quan es traslladà a Berga com a vicari i mestre de capella. Com a religiós va pertànyer a diversos moviments de renovació de l'Església. Va col·laborar amb la revista Queralt i al Full parroquial del bisbat.
A Berga hi va escriure tota la seva obra. Va escriure nombrosos textos de teoria política i sobre el cas català que tingueren un ressò generalitzat entre la diversa intel·lectualitat catalana i els polítics catalans opositors a la dictadura franquista, i de fet al seu voltant es va aplegar un nucli important de polítics a la mateixa ciutat de Berga. La seva obra més important és Justificació de Catalunya, del 1955, que fou publicada clandestinament el 1958 i lliurement a partir del 1979. Va publicar molts articles a la premsa local, i fins i tot algunes obres d'història comarcal. El 1965 va recopilar els seus dispersos articles sota el títol Escrits en temps incerts. Finalment el 1977, poc després de la seva mort, es publicava el seu últim llibre: Nacionalisme català.
En canvi, la seva extensa creació musical no ha rebut gaire ressò.